# Uluguroscia pugionifera
Uluguroscia pugionifera är en kräftdjursart som beskrevs av Stefano Taiti och Franco Ferrara 1984. Uluguroscia pugionifera ingår i släktet Uluguroscia och familjen Philosciidae. Inga underarter finns listade i Catalogue of Life.